# Воронов (мыс, Белое море)
Воронов — мыс в Мезенском районе Архангельской области (север Европейской части России). Вдаётся в Мезенскую губу Белого моря, на границе Абрамовского и Зимнего берегов. Характеризуется крутыми и обрывистыми склонами, сложенными из песчано-глинистых пород. Мыс порос травой и мхом, в низинах встречаются небольшие кустарники. Склон, обращённый к морю, лишён растительности, подвержен размыву, оползням и обвалам. Перед мысом расположены избы Кедо́вка, Малая Кедо́вка, Рация и Воронова. Пляж отлогий из плотного песка. Осушка во время отлива — 5—10 кабельтовых (до 100 метров).
Ближайший к мысу действующий пограничный пост находится в 20 км к востоку в селе Койда. Для определения места судна при следовании по Южному Мезенскому фарватеру служит маяк Вороновский, установленный на мысе Воронов. В 9 милях к западу от мыса Воронов находится подводная каменисто-песчаная гряда Кедо́вские кошки. К северу от мыса Воронов находится запретный район для постановки на якорь, лова рыбы придонными орудиями лова, производства подводных и дноуглубительных работ, придонного траления и подводных взрывов. За проливом Моржовская Салма, в 12 милях к северу—северо-востоку от мыса Воронов находится остров Моржовец.

### Карты
- Мыс Воронов на карте Wikimapia
- Мыс Воронов. Публичная кадастровая карта. Архивировано из оригинала 5 марта 2016 года.
- Топографическая карта Q-38 1 : 1 000 000
- Топографическая карта Q-38-13_14.